# Singalila
Singalila és una serralada de l'estat de Sikkim i el districte de Darjeeling a Bengala Occidental, a l'Índia, que forma la frontera occidental de l'estat de Sikkim amb Nepal. Alguns pics superen els 6.200 metres. El més important és el Kanchenjunga, i altres destacats són el Sabargam, el Kabru, Kabru Dome, Siniolchu, Pandim, Simvo, Jonsang, Kanglakhang, Pyramid, Talung, els bessons Rathong i Kokthang, el Singalila, el Sandakphu i el Phalut. El drenatge de la part occidental es va cap al Tambar i el de la part oriental cal el Great Rangit, afluent del Tista. El cim que li dona nom té una altura de 3.760 metres.